# Juan José Cañas Gutiérrez
Juan José Cañas Gutierrez (Rota, 17 d'abril de 1972) és un futbolista andalús retirat que va desenvolupar tota la seva carrera esportiva professional Reial Betis, per acabar més tard jugant al CD Alcalá.

## Carrera esportiva
Es va formar en la categories inferiors del club verd-i-blanc, debutant en Primera Divisió el 4 de setembre de 1994 davant el CD Logroñés. Va romandre 11 temporades en la màxima categoria, totes elles en el Betis, en les quals va jugar 228 partits de lliga i va marcar 10 gols. En finalitzar la temporada 2005-2006 va decidir retirar-se del futbol d'elit i va fitxar pel CD Alcalá per a finalitzar allí la seva carrera esportiva. En finalitzar la temporada 2007-2008 el jugador decideix penjar les botes al no poder evitar el descens del seu equip a 3a Divisió.